# Zaproszenie na egzekucję
Zaproszenie na egzekucję (ros. Приглашение на казнь) – rosyjska powieść Vladimira Nabokova opublikowana w odcinkach w Paryżu w 1935 r. i w formie książkowej w 1938 r. Utwór jest antyutopią, której akcja dzieje się w bliżej nieokreślonej przyszłości. Opowiada o ostatnich dniach Cyncynata C., skazanego na śmierć za gnozeologiczną zgniliznę, za bycie nieprzenikalnym, w świecie wypełnionym pozbawionymi indywidualności ludźmi.
Recenzenci często przyrównywali Zaproszenie na egzekucję do utworów Franza Kafki, jednak w okresie jej tworzenia Nabokov nie zetknął się jeszcze z powieściami tego autora i nie mógł podlegać jego wpływowi.

## Powstanie i publikacja powieści
Aby napisać Zaproszenie na egzekucję Nabokov zawiesił prace nad powieścią Dar. Napisanie pierwszej wersji antyutopii zajęło mu zaledwie dwa tygodnie i miało miejsce w 1934 r., prawdopodobnie około 24 czerwca. Ostateczna wersja utworu była gotowa w styczniu 1935 r.. 

### Publikacja
- 1935 – 1936 - powieść ukazała się w trzech odcinkach (numery 58 - 60) w Paryżu, w rosyjskim czasopiśmie emigracyjnym „Sowriemiennyje zapiski”.
- 1938 – paryskie wydawnictwo emigracyjne „Dom Knigi” opublikowało wersję książkową.
- 1959 – nowojorskie wydawnictwo G.P. Putnam's Sons wydało angielski przekład powieści, stworzony przez syna pisarza, Dmitri Nabokova, przy współpracy z ojcem. Wersja anglojęzyczna miała nosić tytuł Invitation to an Execution, ale powtórzenie sufiksów sprawiło, że Nabokov wybrał tytuł ostatecznie Invitation to a Beheading.
- 1960 – przekład na język francuski  i hiszpański
- 1961 – tłumaczenie na włoski i norweski
- 1962 – przekład duński
- 1967 – tłumaczenie na język arabski
- 1970 – przekłady na niderlandzki, niemiecki oraz serbochorwacki
- 1977 – tłumaczenie na język japoński
- 1990 – wydano pierwszy polski przekład powieści. Tłumaczem był Leszek Engelking[3].

## Treść powieści

### Miejsce i czas akcji

#### Miejsce akcji
Akcja powieści dzieje się w nienazwanym państwie, w którym używa się języka rosyjskiego (można więc podejrzewać, że chodzi o Rosję). 
Większość wydarzeń rozgrywa się w umieszczonej na potężnej skale twierdzy, w której uwięziony jest bohater. Oprócz jego celi mieszczą się w niej korytarze, obszerny taras, cela innego więźnia - M'sieur Pierre’a i mieszkanie dyrektora. Twierdza oddzielona jest wyschniętym korytem rzeki od sąsiedniego wzgórza, na którym znajduje się nienazwane miasto. Na zachodzie miasta rozciągają się Ogrody Tamary, w których znajduje się willa. Inne wymienione obiekty miejskie to: pomnik nieznanego poety, mauzoleum kapitana Sennego, Pierwszy i Drugi Bulwar, Plac Atrakcji.

#### Czas akcji
Akcja powieści rozgrywa się w bliżej nieokreślonej przyszłości. Wskazuje na to: określenie XIX wieku jako mityczny i uznanie czasopism z około 1929 r. za tygodniki starożytnych. Z tego czasu pozostało niewiele zabytków - dawna fabryka, stary samolot, kilka maszyn, fontann i mostków, trochę literatury i prasy. Mimo że akcja dzieje się w przyszłości, technologia jest znacznie słabiej rozwinięta niż w wieku XX - transport odbywa się prawie wyłącznie konno (nieliczne samochody określane są jako zwyrodniali potomkowie dawnych aut), zamiast fabryk istnieją manufaktury. Istnieje jednak oświetlenie elektryczne.

### Fabuła powieści
Cyncynat C. oczekuje w więzieniu na wykonanie wyroku śmierci. Skazany został za gnozeologiczną zgniliznę, za nieprzenikalność i nieprzezroczystość, które sprawiają, że jest jedynym prawdziwym człowiekiem w świecie zaludnionym przez pozbawionych indywidualności ludzi-kukły. Osoby takie jak on zdarzają się niezwykle rzadko - poprzedni był jego ojciec, napisy na ścianach celi wskazują na istnienie jeszcze kilku osób. 
Cyncynat od dzieciństwa miał świadomość swojej odrębności. Starał się ją ukrywać, czasem jednak, przez nieuwagę, odsłaniał się jako indywidualność, budząc tym niepokój i dyskomfort u otaczających go osób. 
Kiedy miał piętnaście lat rozpoczął pracę w fabryce zabawek. Tam poznał Marfińkę, z którą ożenił się mając dwadzieścia jeden lat. W tym wieku rozpoczął również pracę w przedszkolu. Po kilku donosach, Cyncynat został aresztowany i poddany serii testów, mających ujawnić jego nieprzenikalność, jednak udało mu się uniknąć zdemaskowania i został wypuszczony na wolność. Tymczasem jego żona coraz częściej go zdradzała. Urodziła dwójkę kalekich i brzydkich dzieci (Diomedona i Polinę), z których żadne nie było dzieckiem Cyncynata. W tym czasie stawał się on coraz mniej ostrożny. Pewnego dnia na zebraniu w parku miejskim został rozpoznany przez tłum jako pojedyncza jednostka. Odszedł stamtąd, ale dziesięć dni później został aresztowany i skazany na śmierć. 
W więzieniu Cyncynat bezskutecznie próbuje poznać zaplanowaną datę wykonania wyroku. Jest to dla niego bardzo ważne, ponieważ pragnie wyrazić siebie poprzez pisanie, a nie może tego zrobić, nie wiedząc, ile czasu mu na to pozostało. Tej informacji nie chce mu udzielić ani jego adwokat (Roman Wissarionowicz), ani strażnik (Rodion) ani dyrektor więzienia. Tymczasem poznaje drugiego więźnia twierdzy - M'sieur Pierre’a, jowialnego i rozpieszczanego przez służbę więzienia mężczyznę. Nadchodzi również upragnione widzenie z żoną. Marfińka przybywa wraz z rodzicami, rodzeństwem, dziećmi i nowym kochankiem, tym samym niwecząc nadzieje Cyncynata na szczerą i bliską rozmowę. Inaczej odbywa się spotkanie z matką Cyncynata, Cecylią C. – podczas nic nieznaczącej rozmowy przez sekundę udaje mu się dostrzec w niej odrobinę prawdy. Cyncynat skrycie liczy na wydostanie się z więzienia – nadzieję pokłada w córce dyrektora placówki, Emmoczce, która narysowała obrazek przedstawiający ucieczkę z twierdzy i w tunelu, który jak sądzi Cyncynat, ktoś drąży do jego celi. Obie możliwości są fałszywe - tunel okazuje się być tylko korytarzem, który M'sieur Pierre wydrążył aby połączyć obie cele, a Emmoczka prowadzi Cyncynata nie na wolność, ale do domu swojego ojca na herbatę. Wkrótce okazuje się też, że M'sieur Pierre jest katem mającym zgładzić Cyncynata, a przebranie więźnia miało mu umożliwić nawiązanie więzi ze skazanym (więź ta miałaby nadać egzekucji charakter sakralny). M'sieur Pierre i Cyncynat składają, zgodnie z tradycją, wizytę w domu zastępcy zarządcy miasta, gdzie biorą udział w przyjęciu na swoją cześć. 
Niedługo potem Cyncynat zostaje zabrany z więzienia i zawieziony na plac, na którym ma się odbyć jego egzekucja. Po drodze orientuje się, że miasto wygląda jakby ulegało powolnemu rozpadowi. Kiedy trafia na plac czeka tam już publiczność i orkiestra. Cyncynat zbliża się do szafotu i orientuje się, że wszyscy zgromadzeni ludzie robią się przezroczyści, a przedmioty ulegają gwałtownej korozji - otaczający go świat rozpada się. Bohater postanawia odejść. Ostatnie zdanie powieści brzmi: (...) Cyncynat ruszył - szedł pośród kurzu i przewróconych przedmiotów, i trzepoczącego płótna, kierując się w stronę, gdzie sądząc po głosach, stały istoty podobne do niego.

## Adaptacje
- 1967 – utwór został w Danii przerobiony na operę telewizyjną.
- 1969 – podczas New York Shakespeare Festival wystawiono sceniczną adaptację powieści, dokonaną przez Russella McGratha.
- 1973 – na podstawie powieści nakręcono niemiecki film Einladung zur Enthauptung (reż. Horst Flick).
- 1989 – rosyjski Teatr im. Marii Jermołowej wystawił adaptację Zaproszenia na egzekucję w reżyserii Walerego Fokina.
- 1992 – Walery Fokin przygotował dla Telewizji Polskiej telewizyjną adaptację powieści, przekład L. Engelking.
- 12 stycznia 1992 - w Teatrze Polskim we Wrocławiu odbyła się premiera scenicznej adaptacji Zaproszenia na egzekucję w reżyserii Julii Wernio[6]
- 12 września 2015 odbyła się premiera adaptacji teatralnej powieści w Teatrze Lalki i Aktora „Kubuś” w Kielcach (Scena dla Dorosłych), przekład L. Engelking, adaptacja, reżyseria i scenografia Sabina Wacławczyk[7]